# 千野純次
千野 純次（ちの じゅんじ、1903年（明治36年）8月17日 - 1985年（昭和60年）1月21日）は、日本のヨットマン、歯科医師である。

## 経歴・人物
神奈川県生まれ、東京歯科医専卒。横浜にて歯科医として活動し、その傍らで1932年（昭和7年）にヨットクラブの創立に携わった。
第二次世界大戦後は神奈川県ヨット協会および横浜ヨット協会の会長に就任し、ヨットマンの人材育成や操艇技術の向上に貢献する。この業績により1975年（昭和50年）に横浜市から体育部門における横浜文化賞を受賞した。